# پاتریشیا کایسدو
پاتریشیا کایسدو (انگلیسی: Patricia Caicedo؛ زادهٔ ۱۹۶۹ (۵۵–۵۶ سال)) سوپرانو کلاسیک و موسیقی‌شناس کلمبیایی-اسپانیایی است که در مطالعه و اجرای رپرتوارِ آهنگ‌های هنریِ آمریکای لاتین و اسپانیا به زبان‌های اسپانیایی، کاتالان، پرتغالی و زبان‌های بومی تخصص دارد. او همچنین پزشکِ آموزش‌دیده‌ای است.

## زندگی و حرفه
کایسدو در شهر ایباگوئه کلمبیا متولد شد و تحصیل موسیقی را از کودکی در کنسرواتوار موسیقی تولیما آغاز کرد. او در نوجوانی شروع به خواندن کرد و در ابتدا موسیقی فولکلور آمریکای لاتین می‌خواند. در سال ۱۹۹۲، پس از اتمام تحصیلات پزشکی در اسکوئلا کلمبیانا د مدیسینا، تحصیلات آواز خود را در کنسرواتوار تولیما و سپس در بارسلون و نیویورک آغاز کرد. او نزد اساتیدی چون روثیو ریوس، آلفردو کرائوس، مایا مایسکا و گیلبرتو اسکوبار آموزش دید.
در سال ۱۹۹۳، او با همراهی ارکستر سمفونیک تولیما در جشنواره بین‌المللی موسیقی کلاسیک اولین اجرای حرفه‌ای خود را انجام داد. او به عنوان تکخوان در اثر استابات مایتر خوان خوآن کریزوستومو آریاگا و استابات مایتر پرگولزی و در رسیتال‌های دیگر اجرا کرد. در سال ۱۹۹۳، او جایزه اول مسابقه کونکورسو ناسیونال دل بامبوکو را دریافت کرد و در سال ۱۹۹۸ توسط سونی میوزیک به عنوان بهترین تکخوان کلاسیک کلمبیا انتخاب شد.
کایسدو در رپرتوار آوازی آمریکای لاتین و ایبری تخصص یافت. در این زمینه او چندین کتاب و سی دی منتشر کرده و به‌طور مکرر کلاس‌های مستر، سخنرانی و رسیتال در دانشگاه‌های اروپا و آمریکا برگزار می‌کند. در سال ۲۰۱۳، او دکترای موسیقی‌شناسی خود را از دانشگاه کامپلوتنسه مادرید با عنوان پایاننامه «آهنگ هنری آمریکای لاتین: هویت ملی، تمرین اجرا و دنیای هنر» دریافت کرد.
از سال ۲۰۰۱، کایسدو برنامه‌های کنسرت و ضبط پرکاری داشته است. او یازده آلبوم اختصاص داده شده به رپرتوار آهنگ هنری آمریکای لاتین و ایبری به زبانهای اسپانیایی، کاتالان و پرتغالی ضبط کرده است. کایسدو چندین کتاب، مقاله و سی دی مرتبط با رپرتوار آوازی آمریکای لاتین، کاتالان و ایبری منتشر کرده است.
کایسدو یکی از بنیانگذاران اتحادیه آهنگ هنری آمریکای لاتین (LAASA) است و شرکت موندو آرتس را تأسیس کرده که به انتشار و توزیع آهنگ‌های هنری آمریکای لاتین می‌پردازد.
در سال ۲۰۰۵، او جشنواره آهنگ بارسلونا را تأسیس کرد، یک برنامه سالانه تابستانی برای خوانندگان کلاسیک و یک سری کنسرت اختصاص داده شده به مطالعه تاریخ و تفسیر رپرتوار آوازی آمریکای لاتین و ایبری. این جشنواره در سال ۲۰۲۴ بیستمین دوره خود را جشن می‌گیرد.
از سال ۲۰۰۸، کایسدو در هوئیز هوئیز این آمریکا گنجانده شده است. انتشارات مارکیز، هوئیز هوئیز را به عنوان مرجع پیشرو بیوگرافی افراد برجسته و تأثیرگذار از سراسر کشور و جهان منتشر می‌کند. گنجاندن او در این مراسم ادای احترامی به نظم و سختکوشی او به عنوان مدافع موسیقی آمریکای لاتین و اسپانیا است. از سال ۲۰۱۰، کایسدو همچنین در هوئیز هوئیز این امریکن ویمن و هوئیز هوئیز این د وورلد گنجانده شده است.
در سال ۲۰۲۰ کایسدو به عنوان عضو هیئت اجرایی شورای بین‌المللی موسیقی، سازمانی که در سال ۱۹۴۹ توسط یونسکو تأسیس شد، انتخاب گردید. «ای‌ام‌سی» بزرگ‌ترین شبکه سازمان‌ها و موسسات در جهان است که در زمینه موسیقی فعالیت می‌کنند. دسترسی به موسیقی برای همه و ارزش موسیقی در زندگی همه مردم را ترویج می‌کند.